# Bobbie Ericson
Bobbie Ericson, officiellt Robert N:son Ericson, född 19 februari 1925 i Tokyo, död 7 december 1999 i Saltsjöbaden, var en svensk kompositör och låtskrivare. 
Till yrket var Bobbie Ericson informationschef på Stockholms Rederi AB Svea. Som kompositör är han kanske mest känd för "Utskärgård", ett pianostycke som förknippas med svensk sommar och ofta framförs i arrangemang för orkester. Under 1960-talet skrev han ett flertal schlager för Melodifestivalen: "April, april", "Vårvinter", "Stockholm" (1961), "Lolo Lolita" (1962), "En gång i Stockholm", "Hongkong sång" (1963) och "Kommer vår" (1965). Sammanlagt blev det två segrar: 1961 med "April april", text Yngve Orrmell (under pseudonymen Bo Eneby), och 1963 med "En gång i Stockholm", text Beppe Wolgers (under pseudonymen Bertil John).

## Diskografi
Images of Sweden (1978, LP , EMI C 062-35612)
- Sjugarelåt
- Skärgårdsnatt
- Svensk sommardans
- I spets med en doft av lavendel
- I vitt mot vår
- Sommarsvala
- Kom i skärgårdsfamn
- Sollerövall
- En gång i Stockholm
- Vårvinter
- På stranden
- Utskärgård

Arrangemang och dirigering: Bengt Hallberg, förutom "Utskärgård" som är arrangerad av Hans Wahlgren.

## Utmärkelser
- 1964 – SKAP-stipendiat
- 1999 – Ejnar Westling-stipendiet

### Fotnoter
1. 1 2 3  Sveriges dödbok 1830–2020, åttonde utgåvan, Sveriges Släktforskarförbund, november 2021, läst: 13 februari 2023.[källa från Wikidata]
2. 1 2 3 4  läs online, Projekt Runeberg , läst: 26 augusti 2022.[källa från Wikidata]
3. ↑  Sveriges dödbok 1901–2009, DVD-ROM, Sveriges Släktforskarförbund 2010